# Писек (окръг)
Окръг Писек (на чешки: Okres Písek) е един от 7-те окръга на Южночешкия край на Чехия. Административен център е едноименният град Писек. Площта на окръга е 1138,69 km², а населението – 70 741 жители (гъстотата на населението е 62 души на 1 km²). В окръга има 75 населени места, в това число 5 града и 1 град без право на самоуправление. Код по LAU 1 – CZ0314.

## География
Разположен е в северната част на края. Граничи с южночешките окръзи Табор на изток, Ческе Будейовице на югоизток и Страконице на запад и югозапад. На север граничи с окръзите от Средночешкия край Бенешов и Пршибрам.

## Градове и население
Данни за 2009 г.:
| Град     | Население |
| -------- | --------- |
| Писек    | 30 155    |
| Милевско | 9051      |
| Противин | 5027      |
| Мировице | 1600      |
| Миротице | 1192      |

| Общо           | Жени             | Мъже             |
| -------------- | ---------------- | ---------------- |
| 70 929 (100 %) | 35 998 (50,75 %) | 34 931 (49,25 %) |

Средна гъстота – 62 души на km²; 66,3 % от населението живее в градовете.

## Образование
По данни от 2003 г.:
| Вид училище                         | Брой училища |
| ----------------------------------- | ------------ |
| Детски градини                      | 36           |
| Начални училища                     | 21           |
| Гимназии                            | 2            |
| Средни училища и промишлени училища | 7            |
| Средни професионални училища        | 2            |
| Висши професионални училища         | 3            |

## Здравеопазване
По данни от 2003 г.:
| Лекари                                      | 228 |
| Болници                                     | 1   |
| Специализирани заведения за лечение и отдих | 2   |
| Зъболекари                                  | 29  |
| Аптеки                                      | 19  |

## Транспорт
През окръга преминава част от магистрала D4, както и първокласните пътища (пътища от клас I): I/4, I/19, I/20, I/22 и I/29. Пътища от клас II в окръга са: II/102, II/105, II/121, II/123, II/138, II/139, II/140, II/159, II/175 и II/604.

## Реки
Реки, протичащи през окръг Писек:
- Бланице
- Ломнице
- Отава
- Скалице
- Вълтава